# 迈克尔·埃文斯
迈克尔·斯科特·埃文斯（英語：Michael Scott Evans，1960年3月26日—），美国男子水球运动员。他曾代表美国国家队参加1988年、1992年和1996年夏季奥林匹克运动会水球比赛，其中1988年奥运会获得一枚银牌。